# Banda Coyote Dallas
Coyote Dallas es una banda que posee influencias[cita requerida] en Pop-rock, Rock alternativo e Indie, conformada a finales del año 2015 y originaria de la ciudad de Bogotá Colombia. 
Fundada por Khevin Anzola y David Beleño.

## Historia
El proyecto de Coyote Dallas nació en el año 2014, tras la influencia de bandas como Coldplay , cuando Khevin Anzola (vocalista/compositor) acompañado de David Beleño descubren una gran oportunidad en Sebastián Rozo,
quien ayudo a estructurar la parte melódica de las canciones y permitió dar a conocer su música en formato acústico abriendo nuevas puerta al mundo profesional. 
En el 2015 Felipe Pérez es vinculado a la banda como guitarrista rítmico en este mismo año la banda decide fusionar músicos de sesión como: Dave Gamarra (baterista) para diferentes presentaciones en vivo, compartiendo
escenario con artistas como Dominc, Telebit y trabajando de la mano con su productor Jorge Bello guitarristas de la banda The Mills y Sebastian Yatra.
Han obtenido durante su trayectoria diferentes logros como ser los ganadores de la vigésima cuarta edición de Viva 2016, ocuparon el primer puesto en las audiciones para el festival de la juventud en Sopo y tocaron en shows
importantes como la tercera edición de “Policromía Informal”. 
Gracias al acompañamiento de un equipo de trabajo consolidado (Coyote Dallas) nace el primer sencillo de la banda, titulado “Como Ayer”, el cual se encuentra disponible en diferentes plataformas de streaming desde mayo de
2016 y cuanta con su respectivo video clip en Vevo. 
En el año 2017 decidieron vincular a Coyote Dallas a Andrés Mariño como baterista y Leo Gómez como tecladista, corista y guitarrista acústico en el año 2018 compartieron escenario con La Vent, sobre furia, Haircvt y Midblue en la previa del concierto de celebración de los 15 años de la Hamburguesería. 

## Integrantes
El grupo actualmente está integrado por: Kevin Anzola (vocalista), David Beleño (bajo), Sebastián Rozo (guitarra), Luis Pérez (Guitarrista), Leonardo Gómez (teclado) y Andrés Mariño (batería). 

## Discográfica
- 2016: Como ayer, Art&Co Holding
- 2017: Partículas, Art&Co Holding

### Canciones
- Beber de ti
- Sin límites
- Quiéreme
- Como ayer
- Partículas

#### Videoclips
- Como ayer  (2016)
- Quiéreme   (2016)

## Premios
Edición vigésima cuarta del festival Viva#2016 [cita requerida]
Festiva de la Juventud en Sopo [cita requerida]

## Eventos

### 2016
- Teatro ECCI, Lanzamiento Felipe Mahecha
- Manolo Rock Bar, Prelanzamiento Renacer
- Universidad del Bosque, Festival de Pop Rock
- San Francisco Cundinamarca, Rock al pueblo 2016
- Parque Villaveces , Policromía Informal tercera edición
- Cancha acústica Sopo, Festival de la Juventud

### 2017
- Reina de Corpas Bar, Concierto de caridad
- Colombia Ale House, Acústico

### 2018
- Hamburguesería calle 85, Previa al concierto 15 años de la Hamburguesería